# Deli Spoorweg
Die Deli Spoorweg Maatschappij, kurz üblicherweise (DSM), war eine private Eisenbahngesellschaft, deren Streckennetz an der Ostküste Sumatras, der für die Plantagenwirtschaft wirtschaftlich wichtigsten Region (Oostkust Cultuurgebet) von Niederländisch-Indien, verlief. Die 1883 gegründete Gesellschaft, deren Strecken in Kapspur (1067 mm) gebaut waren, wurde 1957 als letzte noch holländisch betriebene Privatbahn in das staatliche Netz der Kereta Api Indonesia eingegliedert.

## Geschichte

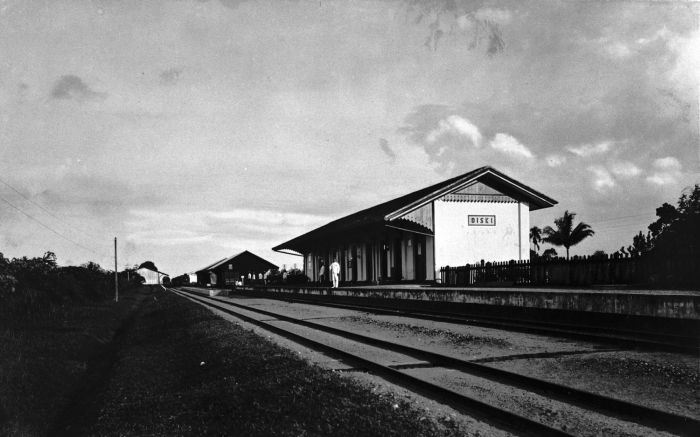
Bahnhof von Diski (1920er)

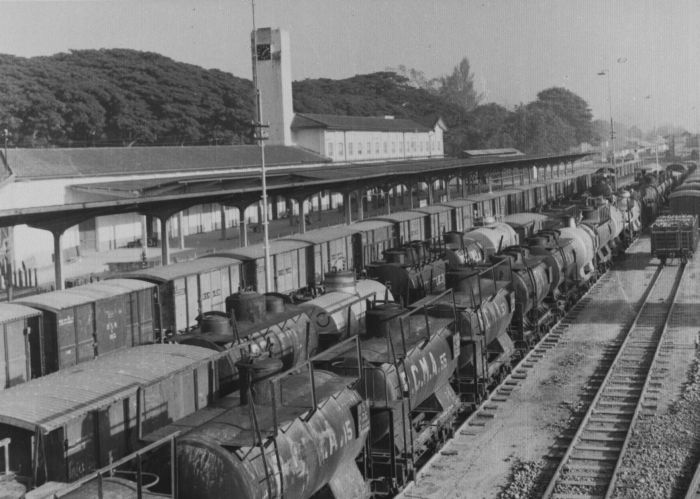
Bahnhof Medan-Pesar (1950er)

Die 1883 gegründete Firma war in Amsterdam eingetragen, die Hauptverwaltung befand sich bis 1890 in Serdang, danach im namensgebenden Deli, dem heutigen Medan. Der offizielle Firmenname wurde in Naamlooze Vennootschap Deli Spoorweg Maatschappij. Kapitalisiert war man anfangs mit 2,6 Millionen Gulden (fl.), schon 1889 wurde auf vier Millionen aufgestockt. Eine erste Konzession war gewährt worden, um den Abtransport von Tabak aus dem Hochland zu erleichtern. Die Region entwickelte sich im kapitalistischen Sinn rapide. Gründungsdirektor war bis 1891 J. Th. Cremer, der an der Tabaksgroßhandelsgesellschaft Deli Maatschappij wesentlich beteiligt war. Den ersten Spatenstich tat am 1. Juli 1883 der Resident von Siak Sri Indrapura. Die ersten 56 km Strecke kosteten 2,43 Mio. fl.
Vor dem Ersten Weltkrieg war W. H. M. Schadee zuerst Chef in Medan (ab 1912), dann lange Jahre Direktor in Amsterdam. Die treibende Kraft auf Sumatra war 1919–26 G. C. M. Smits, auch er leitete die Firma danach als Amsterdamer Direktor. Während der Weltwirtschaftskrise stand Bernardus Hermanus Antonius van Kreel an der Firmenspitze.

### Bis zum Ersten Weltkrieg
An der Firmenspitze standen ein Administrateur, einer oder zwei Direktoren und ein mehrköpfiger Aufsichtsrat (raad van commissarissen), dem auch Direktoren angehören durften. Sofern die Dividende 5 % überschritt, erhielten diese Boni. In Sumatra wurde ebenfalls ein Administrator eingesetzt, der gebürtiger Niederländer sein musste. Zur Seite stand ihm ein dreiköpfiges Komitee, dessen Mitglieder auf drei Jahre ernannt wurden. Für die Beamten des Unternehmens richtete man einen Pensionsfonds ein, der anfangs mit ¼ Mio. fl. ausgestattet war. Nach 25 Dienstjahren konnte zwischen einer Einmalzahlung oder lebenslanger Rentenzahlung gewählt werden. 1913 gab es 28 höhere und 142 mittlere weiße Angestellte. Als Hilfs- bzw. Bauarbeiter warb man bevorzugt Chinesen an. 1888 bewegte man 28559 t Fracht, darunter 70 % der gesamten Tabaksproduktion; diese Menge versiebenfachte sich bis 1900 (90 % des Tabaks). Man nahm 1887/88 pro Tonnenkilometer ⌀ 20 cent. ein, pro Personenkilometer waren es vergleichsweise hohe 3½ cent., was bis 1900 auf 15 bzw. 3 sank. 1904 beförderte man erstmals über eine Million Passagiere.
Das Gesellschaftskapital wurde bis 1914 auf zehn Millionen erhöht. Zur Finanzierung größerer Investitionen gab man mehrfach Anleihen aus, so 3½ Mio. 1889 und 1902 beide zu 4 %, 1915 zu 6 %, Februar und August 1918 jeweils zu 5 % und 1920 zu 7 %. Auch Oktober 1922 begab man eine Anleihe über 5 Millionen (auf 35 Jahre, 6 %). Zum Ende dieses Jahres standen etwa dreißig Millionen aus.
Ein zentrales Ausbesserungswerk entstand im Vorort Poloe-Brayan, nördlich Medan. Gummi wurde als Frachtgut nach 1910 immer wichtiger. Im Jahr 1913 transportierte man, an Passagieren in der I. Klasse 50230, II.: 151000, III.: 1,56 Mio. (gesamt 31,4 Mio. Passagierkilometer); Gepäck 1319 t, Fracht 163000 t und etwa 2000 Tiere. Dies brachte einen Umsatz von knapp 3½ Millionen fl., dem nur 1,45 Mio. Aufwendungen entgegenstanden. Bis 1914 hatte man 263 km Strecke in Betrieb, der vergleichsweise leichte Tabak machte 8 % der Fracht nach Gewicht aber 15 % nach Volumen aus. Man beschloss im April 1913 eine Kapitalerhöhung auf zehn Millionen. An Dividende zahlte man 1900–11 10 %, in den Folgejahren bis 1919 12–15 %.
1917 beförderte man 2,7 Millionen Reisende sowie 617000 t Fracht. Seit 1918 bestand in Besitang Anschluss an das Netz (750 mm) der Atjeh Staats Spoorwegen (AT), was zu einem weiteren Aufschwung führte. Teilweise verlegte man eine dritte Schiene, um den Unterschied in Spurweiten ohne Umladen bedienen zu können. Der Anschluss nach Pangkalan Brandan war 1919 fertig.

### Zwischenkriegszeit
Das Geschäft erholte sich nach der kriegsbedingten Krise bis 1920/1 schnell wieder, 1920 kam es zu einem Streik der eingeborenen Arbeiter. Die Dividende sank in den frühen 1920ern auf 5–7 %.
In der Zwischenkriegszeit, gewannen Frachtgüter wie Gummi/Latex, Kalk, Palmöl, Faserpflanzen (Hanf, Sisal) und Tee an Bedeutung. Zu dieser Zeit baute man vor allem Stichstrecken von Medan aus. Auch zu diesem Zweck begab man mehrfach Anleihen 1925 und 1926 zu 5 %, im Jahr darauf 4,6 Mio. zu 4½% auf 40 Jahre. Für einheimische Arbeiter legte man bei den größeren Bahnhöfen eigene Siedlungen an.
Der Exportboom der Jahre 1926-8 führte zu guten Ergebnissen. Am Jahresende 1927 beschäftigte man 3727 Personen, davon waren 174 Europäer.
In den Krisenjahren 1929–31 gingen die Einnahmen aufgrund gefallener Raten aus der Fracht um ein Drittel, bei den Passagieren um 46 % zurück. Den Fahrpreis musste man auf ⌀ 2 cent./km senken, was auch an der zunehmenden Konkurrenz von Autobussen lag. Dabei stieg die Menge beförderter Exportgüter, besonders Palmöl und Fasern. Man baute etwa 8 % Personal ab. Erstmals gab es 1931 keine Dividende. Zum Ende des Jahres beschäftigte man bei gesenkten Löhnen nur noch 2263 Personen, davon 86 Europäer. Kosten senkte man auch durch die Einführung gemischter Güter- und Personenzüge. Wiederholt senkte man bis 1935 die Fahrpreise. Für die 3. Klasse betrugen die Einnahmen 1939 0,6 cent/Personenkm.
Das Streckennetz erreichte 1939 553 km. Im selben Jahr fuhren 4,1 Mio. Personen mit den Zügen, auch die Einnahmen aus dem Güterverkehr stiegen bis Kriegsausbruch weiter. Für die Vorkriegsjahre konnte man 2½-4½% ausschütten. Die Entwicklung stabilisierte sich bis zur Übernahme der Verwaltung durch die Japaner. 1941 standen einem ausgegebenen Aktienkapital von 18¾ Millionen (nominal 30), 17½ Mio. langfristige Verbindlichkeiten gegenüber. Der Buchwert der Aktiva lag bei rund 59 Mio.

### 1942 bis 1957
Die Japaner nannten die mit der AT vereinigte Gesellschaft Kita Sumatora Tetsudō. Das Gebäude der Hauptverwaltung, an der Ecke Serdangweg und Petersburgstraat, diente von April–Mai 1942 als Internierungslager für 14 holländische Angestellte.
Ende 1945 bezeichnete man die Firma unter Kontrolle des unabhängigen Indonesiens als Keereta Api Soematra Oetara. Ab 1946 übernahm die Amsterdamer Zentrale wieder die Kontrolle. Ein großer Teil der europäischen Beschäftigten, die interniert gewesen waren, kehrten heim. Im ersten Halbjahr 1946 waren nur noch 22 weiße Führungskräfte vor Ort. Um den Frachtbedarf der Plantagen decken zu können, richtete man 1947 den „Delispoor-AVROS Transportdienst“ mit LKWs ein (bis 1951). 1948 hatte man schon wieder 1½ Millionen Fahrgäste, die aber meist nur kurze Strecken zurücklegten, in der 3. Klasse zum Preis von 3½ cent./km.
Die Abwertung der Rupiah verdreifachte die Kosten für Importe in kurzer Zeit. Stark betroffen war man vom Generalstreik, der die Region im April 1950 traf. Die Fahrgastzahlen stiegen schnell wieder, 1955 erreichte man 4,4 Mio. (173 Mio. Passagierkilometer). Gleichzeitig fiel die Zahl der Reisenden in der 1. Klasse um zwei Drittel. Die nördlichen Strecken wurden zunehmend unrentabel. In der politisch unruhigen Gegend kam es immer wieder zu Anschlägen und Sabotageakten. 1952 begann man mit der Planung eines automatisierten Stellwerks in Medan.
Als das letzte private Bahnunternehmen wurde die DSM im Dezember 1957, nach dem Höhepunkt der Spannungen mit den Niederlanden, verstaatlicht. Die Firma, deren Aktiva in Indonesien zum Ultimo 1957 55,9 Millionen fl. betragen haben, wurde aufgelöst und der Amsterdamer Firmensitz 1968 weit unter Wert verkauft. Nach Schadensersatzverhandlungen der Regierungen erkannte man 1969 einen nominalen Wert von 11,9 Millionen an. Gefordert worden waren 55 Millionen. Die Anteilseigner erhielten dann eine Abfindung von 5,9 Mio., zahlbar in Raten von 1971 bis 2002.

## Nebenbetriebe

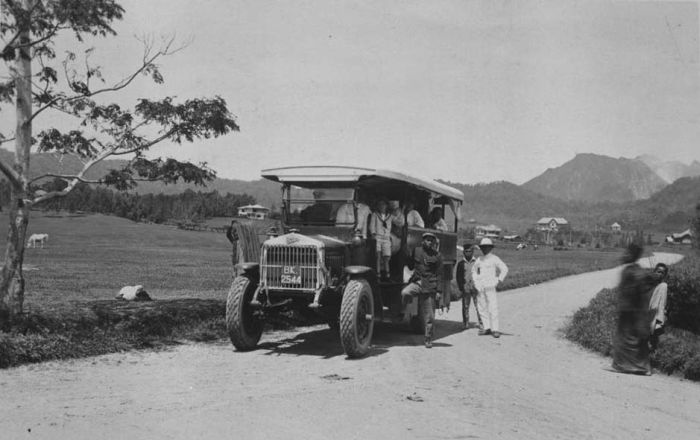
In der Zwischenkriegszeit begann man auch anfangs kaum profitable Autobuslinien (als Zubringer für Eingeborene kostenlos) zu betreiben (bei Brastagi, 1923)

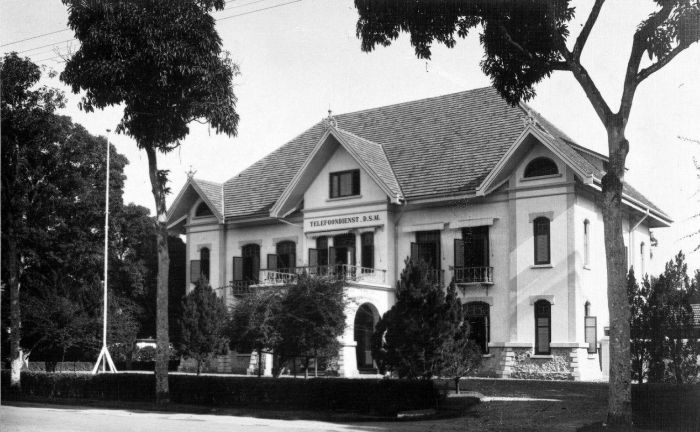
Hauptverwaltung des Telephondienstes der DSM in Medan (um 1925)

Man betrieb bereits ab 1889 ein handvermitteltes Telephonnetz, dessen Kabel neben den Gleisen verliefen und das von der Öffentlichkeit genutzt werden konnte. Man begann 1889 mit 51 Anschlüssen. 1900 wurden rund 200 Teilnehmer bedient. Beginnend 1910 gab es auch in Batu Bahra (Asahan) ein Ortsnetz. Der Buchwert dieser Anlagen stieg mit dem Ausbau rapide an, von 1903 69000 fl. auf 524000 fl. 1912. Man vermittelte 1915 für 1180 Teilnehmer 5,3 Millionen Gespräche. Anfang der 1920er Jahre bediente man um die 2000 Anschlüsse. Teilnehmer waren gemäß der Zahl zu erwartender Gespräche in Klassen eingeteilt und zahlten entsprechend. Ab 1921 wurden Gespräche nach Distrikten (ca. 50 km Umkreis) abgerechnet. Im Jahre 1927 schloss man mit der Staatspost PTT einen Vertrag zur Zusammenarbeit sowie für Verbindungen an die P.T.T.-Ortsnetze, die in Aceh, Bezirk Karo und Süd-Asahan bestanden. Die DSM verpflichtete sich, die Anlagen zu modernisieren. Die Depression führte zu weniger Ferngesprächen, so dass man 1931 kaum noch einen Überschuss erzielte. 1936 führte man einen Zonentarif ein. Für den Grundpreis von 7,50 fl. p.m. bekam man 75 Ortsgespräche gratis, weitere kosteten je 2 cent. 1956 wurde in Medan eine neue Telefonzentrale mit automatischer Vermittlung in Betrieb genommen.
Kohle für die Lokomotiven gewann man in Eigenregie. Von Kisaran (Bezirk Asahan) baute man in den 1920er Jahren nach Süden 55 km Strecke ins Kohlerevier.
Man hielt ebenfalls eine Holzeinschlagkonzession, deren Produkte etwa zur Hälfte für den Eigenbedarf Verwendung fanden. Allerdings wächst auf Sumatra kein Teak, das in den Tropen üblicherweise für Schwellen verwendet wurde, so dass man für diese meist Stahl einsetzte.

## Strecken

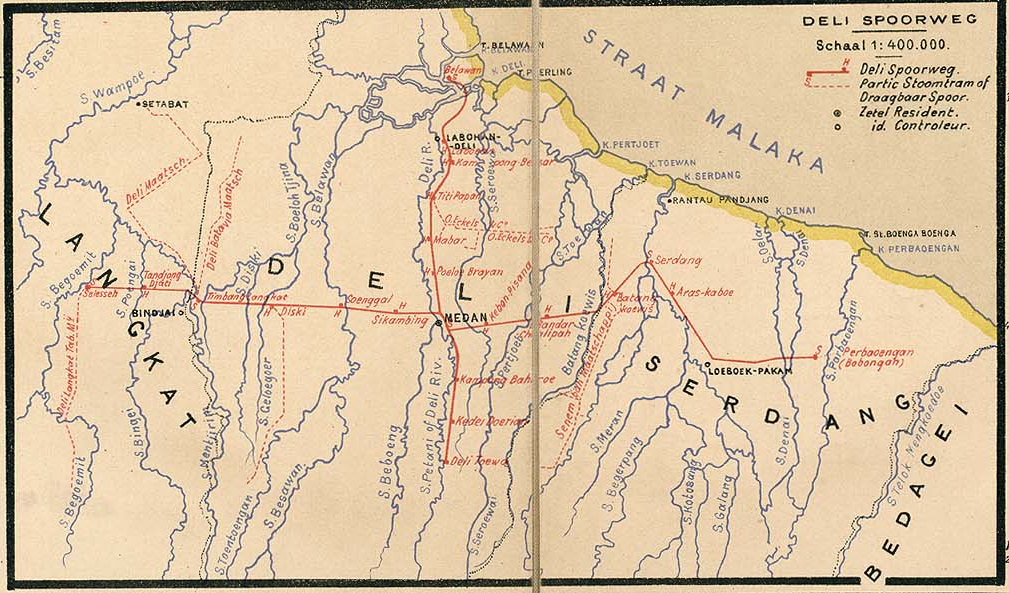
Streckennetz 1893

| Die Namensschreibung folgt der zur Kolonialzeit gebräuchlichen. |

Streckennetz 1918: 271 km (Kapspur, dazu 130 km Schmalspur), 1939: 554 km (Kapspur, davon 197 km Gleise erster Klasse mit Höchstgeschwindigkeit 75 km/h).
Das Gelände Ostsumatras ist flach, bautechnisch gab es selten Steigungen über 5 ‰ zu überwältigen. Der Streckenbau erwies sich durch die zahlreichen Flüsse und Sümpfe trotzdem oft als schwierig. Für die im Monsun häufigen Überschwemmungen und damit einhergehenden Schäden an den Gleisen mussten stets Rückstellungen getroffen werden. Die ersten Strecken legte man in ein Sandbett, bald wurde auf Schotter umgestellt.
Die Eröffnung der Strecke Medan-Timbang Langkat (21 km) erfolgte zum 1. April 1886. Sie wurde bald bis Salesseh verlängert. Später führte man sie weiter, fast genau in südlicher Richtung, zu einer Gummiplantage. Die am 25. Juli 1886 vorläufig eingeweihte Strecke ging zum Hafen Belawan nahe Medan (22 km), war aber anfangs nur auf einem Teilstück bis Labuhan Deli in Betrieb, da sich der Bau der Brücke über den Sungei Deli als schwierig erwies (Neubau 1932). Als Nächstes nahm man die Stichbahn 12 km lange von Medan nach Süden bis Deli Toewo (= Deli Tua) über Kampung Bahroe in Angriff. Die Strecke von Medan nach Perbaeongan verlief über Serdang, das in den 1890ern als Zentrum des Kaffeeanbaus entwickelt wurde und Lubukpakam. Von diesem Ort später nach Süden Richtung Bangungpurba abzweigende Strecken bedienten Gummiplantagen. Bis 1890 waren 103 km Strecke fertiggestellt. Brücken baute man zu dieser Zeit für Achslasten von 10–11 t. Die Krise des Tabakabsatzes 1894 verhinderte zunächst die Finanzierung der geplanten Ausbauten nach Arnhemia, Bangun Purba und Rampah.
1900 bemühte man sich um Konzessionen für die Ausbaustrecken Perbaoengan-Bamban (nach 1904 verlängert bis Tebingtinggi), Timbang Langkat-Tandjoeng, Poera-Pangkalan Brandan. Die Strecken wurden sämtlich eingleisig angelegt. Die Betriebserlaubnis wurde 1913 stark erweitert. Die Strecke von Besitang wurde Ende 1921 zum Hafen Pangkalan Soesoe verlängert. Ab Salesseh verlängerte man eine kurze Stichbahn nach Süden bis Kwala (= Kuala) zum Abtransport von Hölzern.
Von Tebingtinggi zweigte in südlicher Richtung eine Strecke nach Pematang Siantar ab. Dies war die erste wirkliche Bergstrecke der DSM, auf den ersten 8 km lag die Steigung bei 10 ‰, auf den letzten 6 km vor Dolok Merangir erreichte man bis 20 ‰. Zur Bedienung dieses Abschnitts wurden vier stärkere Lokomotiven, nach dem Ort als Siantar-Typ bezeichnet, beschafft.
Küstennäher war die Bahn nach Kisaran (1927 Abzweig zum Hafen Telukinibung) über Tanjungbalai mit deren Bau während des Ersten Weltkriegs begonnen wurde. Kiaran-Goenting Saga (6,7 Mio. fl.) eröffnete am 4. September 1924, die Verlängerung bis Milano (5,2 Mio.) zum 1. Januar 1931. Die Brücke über den Sungei Asahan war mit 75 m die längste, die die DSM errichten ließ. Die 110 km durch hügeliges Gelände von Kisaran, der Abschnitt der Route von Milano nach Rantau Prapat, war die letzte Neubau-Hauptstrecke vor dem Krieg. Sie ging 1937 in Betrieb. Man begann 1935 mit dem Verlegen geschweißter Schienen und gehörte damit zu den ersten Bahngesellschaften, die diese Technologie einführten.
Neben Ersatz für beschädigte Loks und Waggons, ergab sich 1947 die Notwendigkeit kurzfristig über 200.000 alte Schwellen austauschen zu müssen. Das Netz war bis 1950 soweit hergestellt, dass Spitzengeschwindigkeiten von 50 km/h möglich waren. Steinkohlen bezog man nach dem Krieg aus Westsumatra.

## Fahrzeuge

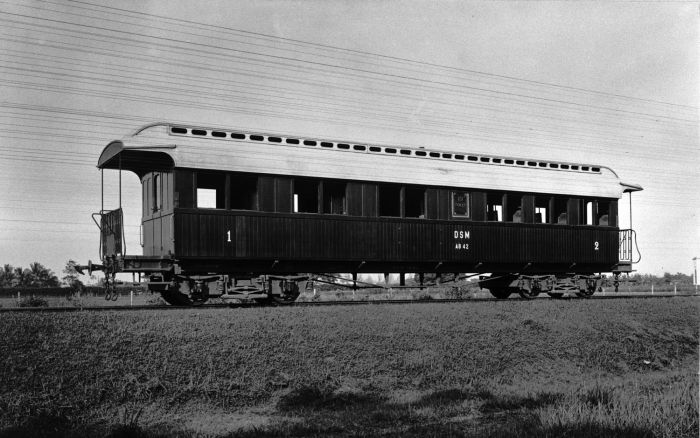
Personenwagen 1. und 2. Klasse (1920er)

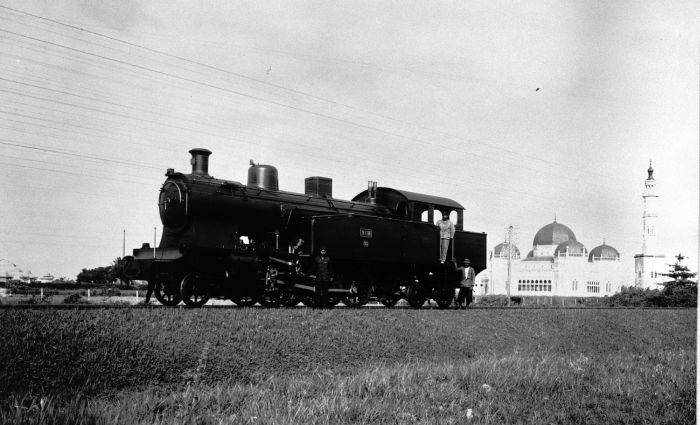
DSM 35.. Lok der Deli Spoorweg vor der Moschee von Medan

Vor dem Bahnhof von Medan steht heute als Ausstellungsstück eine Hartmann-Dampflok-4T 2-6 (Sächsische Maschinenfabrik) gebaut in Chemnitz 1914. 1919 besaß die DSM 29 Loks verschiedener Typen. Dazu kamen 112 Personen-, 27 Gepäck-, 529 Güter- sowie 601 Waggons sonstiger Art. Mit dem Ausbau der 1920er stieg das rollende Material bis 1936 auf u. a. 61 Loks, 10 Triebwagen, 167 Personen-, 54 Gepäck-, 23 Vieh- und 1451 Güterwaggons. Für Expresszüge beschaffte man 22 1C2-Loks bevorzugt von Hanomag und Werkspoor.
Nach dem Krieg besaß man noch 58 Loks. Davon waren 12 Rangierloks (Durchschnittsalter 59 Jahre), 9 leichte (⌀ 50 Jahre) sowie 37 mittlere bzw. schwere Loks (⌀ 30 J.). Einige der letzteren wurden in den früher 1950ern auf Diesel umgestellt.